# Пуровский район
Пу́ровский райо́н — административно-территориальная единица (район) и муниципальное образование (муниципальный округ, с 2005 до 2020 гг. — муниципальный район) в составе Ямало-Ненецкого автономного округа Российской Федерации.
Административный центр — город Тарко-Сале.

## География
Район занимает восток и юг центральной части автономного округа. Граничит на западе с Надымским, на востоке — с Красноселькупским районами, а на северо-востоке - с Тазовским районом. На юге на протяжении 530 километров тянется граница с Ханты-Мансийским автономным округом — Югрой, в частности, с Сургутским и Нижневартовским районами.
Помимо этого, Пуровский район имеет границы с анклавами городов окружного значения ЯНАО: Ноябрьском на юге (и с его отдалённым микрорайоном Вынгапуровский), Муравленко на юго-западе, Губкинским на юго-западе центральной части (и с его отдалённым микрорайоном Пурпе), а также Новым Уренгоем на северо-западе (и с его отдалёнными микрорайонами Лимбяяха и Коротчаево).
Основная водная артерия — река Пур — делит район на почти равные по площади лево- и правобережье. На крайнем севере район выходит на побережье Тазовской губы. Наиболее крупные озёра: Часельское, Сенмуто, Пякуто, Тету-Мамонтотяй, Хынуто.
Протяженность района с севера на юг — около 600 километров. Площадь района составляет 108,8 тысяч км². По территории это третий район в автономном округе, уступающий лишь Тазовскому и Ямальскому районам.
Природные условия
Район представляет собой уникальную территорию российского Крайнего Севера. Бассейн реки Пур издавна считался российским Клондайком. «Край суровый и богатый весьма. В лесах красного зверя несчётно. Реки и озера полноводны, рыбою обильны», — так описывали первые землепроходцы заповедные земли, раскинувшиеся на самом севере Западно-Сибирской равнины. Спустя четыре века к этому перечню богатств добавились колоссальные запасы нефти и газа, что и определило путь, по которому пошло развитие всего края. Начавшаяся в 1965 году разработка углеводородов привела к возникновению на территории района новых городов и поселков, автомобильных и железных дорог, нефте- и газопроводов, крупных предприятий, созданных на основе современных технологий переработки природного сырья.

## Название
Пуровский район получил своё название от реки Пур, в бассейне которой он и расположен. В переводе с ненецкого «Пур» — это большая, бурлящая и шумная река.

## История
Район был создан 7 января 1932 года.
16 мая 1957 г. в состав района вошёл Толькинский сельсовет, переданный из Ларьякского района.
11 августа 1966 года образован Уренгойский сельсовет.
18 августа 1975 года образован Новоуренгойский сельсовет и передан в Надымский район.
18 августа 1976 года Тарко-Сале преобразован в рабочий посёлок, а вместо Таркосалинского сельсовета учреждён Таркосалинский поссовет.
12 октября 1976 года Верхнепуровский сельсовет переименован в Халесовинский, Нижнепуровский — в Самбургский, Толькинский — в Таёжный.
26 октября 1977 года образован Ноябрьский сельсовет.
30 мая 1978 года образован Ханымейский сельсовет.
17 октября 1979 года образован Пурпейский сельсовет.
12 ноября 1979 года Ноябрьск и Уренгой преобразованы в рабочие посёлки, а вместо Ноябрьского и Уренгойского сельсоветов учреждены одноимённые поссоветы.
16 июня 1980 года рабочий посёлок Новый Уренгой, а 28 апреля 1982 года рабочий посёлок Ноябрьск были преобразован в города окружного значения и выведены из состава района.
20 декабря 1982 года образован рабочий посёлок Коротчаево.
23 августа 1983 года образован Пуровский сельсовет.
5 ноября 1984 года упразднён Таёжный сельсовет.
10 мая 1988 года посёлки Губкинский и Лимбяяха отнесены к категории рабочих посёлков, а рабочий посёлок Лимбяяха передан в административное подчинение Новоуренгойскому горсовету.
В 1990 году посёлок Муравленковский преобразован в город окружного значения Муравленко.
19 июня 1998 г. утвержден герб Пуровского района.
В 1996 году рабочий посёлок Губкинский преобразован в город окружного значения и вышел из состава района.
В декабре 2004 года рабочие посёлки Коротчаево и Лимбяяха прекратили своё существование как отдельные населённые пункты и включены в состав города Новый Уренгой.
В 2021 году из состава района выведен посёлок Пурпе, который был упразднён и включён в город Губкинский.

## Население
| 1939    | 1959    | 1970    | 1979    | 1989    | 2002    | 2006    |
| ------- | ------- | ------- | ------- | ------- | ------- | ------- |
| 2295    | ↗3316   | ↗6354   | ↗20 329 | ↗56 049 | ↘47 667 | ↗49 500 |
| 2009    | 2010    | 2011    | 2012    | 2013    | 2014    | 2015    |
| ↗49 765 | ↗51 280 | ↘51 272 | ↗51 802 | ↗52 347 | ↘52 331 | ↘51 859 |
| 2016    | 2017    | 2018    | 2019    | 2020    | 2021    |         |
| ↗51 939 | ↗52 090 | ↘51 792 | ↘51 770 | ↘51 686 | ↘36 569 |         |

### Урбанизация
Городское население (город Тарко-Сале и пгт Уренгой) составляет  70,49 % от всего населения района.

### Национальный состав
По данным Всероссийской переписи населения 2010 года:
| Национальность | Численность (чел.) | % от всего | % от указавших |
| -------------- | ------------------ | ---------- | -------------- |
| Русские        | 31564              | 61,55%     | 62,04%         |
| Украинцы       | 4501               | 8,78%      | 8,85%          |
| Ненцы          | 3411               | 6,65%      | 6,70%          |
| Татары         | 2210               | 4,31%      | 4,34%          |
| Молдаване      | 863                | 1,68%      | 1,70%          |
| Кумыки         | 847                | 1,65%      | 1,66%          |
| Белорусы       | 703                | 1,37%      | 1,38%          |
| Азербайджанцы  | 685                | 1,34%      | 1,35%          |
| Башкиры        | 606                | 1,18%      | 1,19%          |
| Селькупы       | 460                | 0,90%      | 0,90%          |
| Чуваши         | 400                | 0,78%      | 0,79%          |
| Ханты          | 350                | 0,68%      | 0,69%          |
| Чеченцы        | 310                | 0,60%      | 0,61%          |
| Марийцы        | 306                | 0,60%      | 0,60%          |
| Узбеки         | 300                | 0,59%      | 0,59%          |
| Даргинцы       | 298                | 0,58%      | 0,59%          |
| Коми           | 272                | 0,53%      | 0,53%          |
| Лезгины        | 251                | 0,49%      | 0,49%          |
| Таджики        | 234                | 0,46%      | 0,46%          |
| Аварцы         | 201                | 0,39%      | 0,40%          |
| Другие         | 2106               | 4,11%      | 4,14%          |
| Указали        | 50878              | 99,22%     | 100,00%        |
| Не указали     | 402                | 0,78%      |                |
| Всего          | 51280              | 100,00%    |                |

## Муниципальное устройство
В рамках организации местного самоуправления в границах района функционирует муниципальный округ Пуровский район.
Ранее в 2005—2020 гг. в существовавший в этот период муниципальный район входили 8 муниципальных образований, в том числе 2 городских поселения и 5 сельских поселений, а также 1 межселенная территория без статуса поселений:
| №        | Муниципальное образование | Административный центр | Количество населённых пунктов | Население (чел.) | Площадь (км²) |
| -------- | ------------------------- | ---------------------- | ----------------------------- | ---------------- | ------------- |
| 1e-06    | Городское поселение       |                        |                               |                  |               |
| 1        | город Тарко-Сале          | город Тарко-Сале       | 1                             | ↗19 932          | 43,37         |
| 2        | посёлок Уренгой           | пгт Уренгой            | 1                             | ↘5845            | 28,46         |
| 2.000002 | Сельское поселение        |                        |                               |                  |               |
| 3        | Пуровское                 | посёлок Пуровск        | 2                             | ↘2702            | 25,51         |
| 4        | посёлок Пурпе             | посёлок Пурпе          | 1                             | ↘9570            | 25,51         |
| 5        | село Самбург              | село Самбург           | 1                             | ↗2976            | 5,99          |
| 6        | село Халясавэй            | село Халясавэй         | 1                             | ↗1436            | 1,26          |
| 7        | посёлок Ханымей           | посёлок Ханымей        | 1                             | ↘3437            | 15,46         |
| 8        | деревня Харампур          | деревня Харампур       | 1                             | ↗847             | 4,91          |
| 8.000003 | Межселенная территория    |                        |                               |                  |               |
| 8.000004 | межселенная территория    |                        | 1                             | ↗82              |               |

Законом от 23 апреля 2020 года все городские и сельские поселения, а также межселенная территория вместе с муниципальным районом были упразднены и преобразованы путём объединения в муниципальный округ Пуровский район.

## Населённые пункты
В район входят девять населённых пунктов, в том числе город, посёлок городского типа и пять сельских населённых пунктов:
| № | Населённый пункт | Тип     | Население | Бывшее муниципальное образование / межселенная территория |
| - | ---------------- | ------- | --------- | --------------------------------------------------------- |
| 1 | Тарко-Сале       | город   | ↗19 932   | город Тарко-Сале                                          |
| 2 | Уренгой          | пгт     | ↘5845     | посёлок Уренгой                                           |
| 3 | Самбург          | село    | ↗2976     | село Самбург                                              |
| 4 | Толька           | село    | ↗82       | межселенная территория                                    |
| 5 | Халясавэй        | село    | ↗1436     | село Халясавэй                                            |
| 6 | Ханымей          | посёлок | ↘3437     | посёлок Ханымей                                           |
| 7 | Харампур         | деревня | ↗847      | деревня Харампур                                          |

Бывшие населённые пункты
Ранее созданные на территории Пуровского района три населённых пункта в 1980-е годы были переподчинены городам окружного значения Новый Уренгой и Ноябрьск, которые, в свою очередь, также создавались первоначально как посёлки Пуровского района и перешли в окружное подчинение в 1980 и 1982 гг. соответственно. В 2004 году были упразднены рабочие посёлки Коротчаево и Лимбяяха путём включения в состав города Новый Уренгой, а посёлок Вынгапуровский — точно также путём включения в состав города Ноябрьск. Все эти три посёлка перестали быть самостоятельными населёнными пунктами, став отдалёнными микрорайонами соответствующих городов.
Образованный в 1984 году посёлок Муравленковский Пуровского района в 1990 году вышел из его состава, получив статус города окружного значения под наименованием Муравленко. В 1986 году в Пуровском районе создан рабочий посёлок Губкинский, который вышел в 1996 году из его состава в связи с получением статуса города окружного значения. Законом от 23 апреля 2021 года был упразднён посёлок Пурпе путём присоединения к городу Губкинскому, став отдалённым микрорайоном последнего.
В июне 2023 года посёлок Пуровск и село Сывдарма включены в город Тарко-Сале.

## Экономика
Сегодня экономику района определяют нефтяники и газодобытчики. Доля добычи газа составляет 45 %, а нефти и газоконденсата — 80 % от всего объёма добычи в округе, что соответственно составило 38 % газа и 7 % нефти от добываемых по всей России. Из 175 газовых, газоконденсатных и нефтяных месторождений, разведанных в ЯНАО, 114 расположено на территории Пуровского района. Немало в Пуровском районе и нерудных полезных ископаемых, известно 42 месторождения глины, диатомита, песка, гравия.
В настоящее время Пуровский район — один из наиболее быстро развивающихся районов округа, на территории района работают ведущие нефтегазодобывающие компании России — ОАО «Газпром», ОАО "НК «Роснефть», ОАО «НОВАТЭК», ОАО «Лукойл», ОАО «ТНК-ВР» и их дочерние предприятия. При этом уже сделаны первые шаги по переработке продукции. Разработан перспективный проект использования низконапорного газа для выработки дешевой электроэнергии, закрывающей потребности не только Ямала, но и соседних субъектов российской Федерации. В 2005 г. введена в эксплуатацию первая очередь Пуровского завода по переработке газоконденсата, ОАО «НОВАТЭК».
Основное занятие коренных жителей — оленеводство, звероводство, лов рыбы и заготовка дикорастущих растений. В районе насчитывается более 30 тысяч оленей, на зверофермах содержатся около тысячи голов пушного зверя. Переработку меха и кожи оленей ведут совхозы. Ведётся заготовка пантов северного оленя для производства лечебных препаратов.
Развито в районе охотничье-промысловое хозяйство. Основными промысловыми видами являются песец, лисица, соболь, горностай, ондатра, белка. Добываются также лось, дикий олень, боровая и водоплавающая дичь. Пуровский рыбокомбинат выпускает копчёную, свежемороженую, вяленую и солёную рыбу. Перспективы развития рыболовства связаны с освоением ресурсов малых и средних озёр.
В силу уникальности и практической неисчерпаемости углеводородных запасов и ценных минеральных богатств Пуровский район обладает перспективой экономического роста. При этом, уже сейчас, растительному и животному миру района нанесён значительный, а местами непоправимый урон.

## Транспорт
Районный центр город Тарко-Сале связан авиационным сообщением с Салехардом. Через территорию района проходит железнодорожная магистраль Тюмень — Новый Уренгой.

## Культура и образование
В районе имеется 26 дошкольных образовательных учреждений и 16 общеобразовательных школ. Действуют спортивные комплексы, детские юношеские спортивные школы.
Работают 2 музея, 11 культурно-досуговых учреждений, 14 библиотек, 3 церкви.

## Археология
На территории Сугмутского месторождения открыты неолитические поселение Ет-то 1 и каменные копи Ет-то 2 возрастом 6 тыс. лет.